# Mali Ločnik
Mali Ločnik este o localitate din comuna Velike Lašče, Slovenia, cu o populație de 51 de locuitori.